# Ethnologisches Museum
Ein Ethnologisches Museum (auch Völkerkundemuseum) ist eine museale Einrichtung, in dem materielle Zeugnisse verschiedener Ethnien und indigener Völker und ihrer Kulturen gesammelt, bewahrt und ausgestellt werden. Meist stammen die Ausstellungsstücke aus historischen Sammlungen und sind ethnologisch eingeordnet. Einige Sammlungen europäischer Ethnologischer Museen enthalten Kulturgüter, die in den damaligen Kolonien gewaltsam entwendet wurden. Die den Museen inhärente Kolonialgeschichte und Provenienz der Sammlungsobjekte sind unterschiedlich gut aufgearbeitet.

## Geschichte

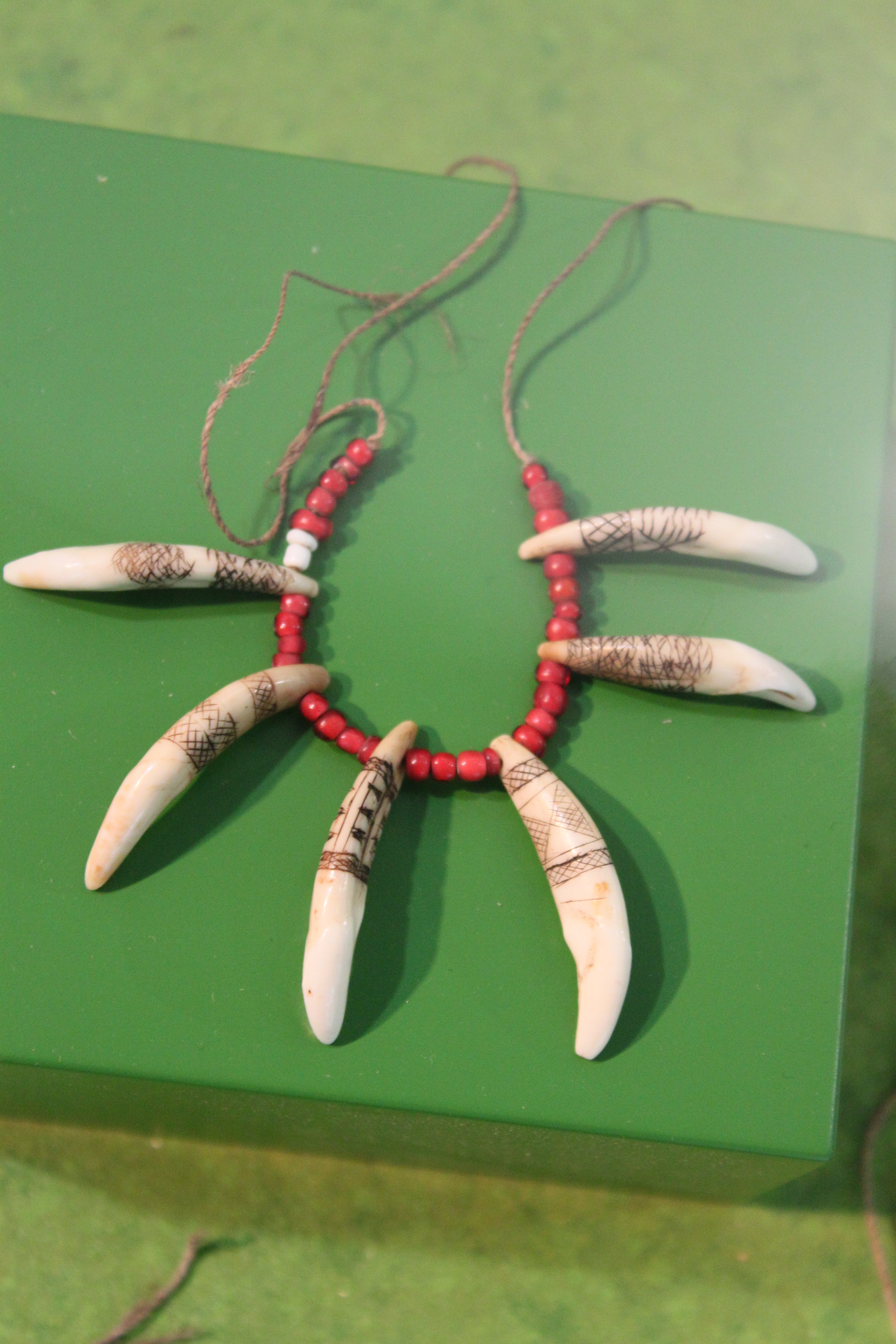
In Europa als Kuriosität wahrgenommen: Hundezähne als Schmuck und Währungsersatz, aus Neuguinea nach Europa verbracht und im Überseemuseum Bremen ausgestellt.

### Ursprünge
Ethnologische Museen stammen von den Kuriositäten- und Raritätenkabinetten ab, die im Europa des 17. und 18. Jahrhunderts aus der Neugierde der Aufklärungszeit und als Resultat von Forschungs-, Missions oder Handelsreisen entstanden. In diesen Wunderkammern wurden von gebildeten Bürgern (Notabeln und Aristokraten), Naturalien und Kulturgegenstände als Artefakte der Exotik gesammelt. Diese idiosynkratischen und unsystematischen Sammlungen erzeugten Staunen und Bewunderung und verhalfen ihren Besitzern zu Prestige. Sie wurden als private Sammlungen natürlicher und kultureller Objekte zunehmend ab Ende des 18. Jahrhunderts in Museen ausgestellt oder bei großen Sammlungen in ein solches umgewandelt.

### Blütezeit im 19. und 20. Jahrhundert
Die eigentliche Blütezeit der völkerkundlichen Kollektionen und Museen war in der zweiten Hälfte des 19. Jahrhunderts. Angestoßen durch Darwin war in der Ethnologie die Denkrichtung des Evolutionismus populär. Mit den Schriften der Akademiker Morgan, Frazer und Tylor wurde die Ethnologie in ihrer Abgrenzung deutlicher und mit einer Methode ausgestattet. Das Fach versuchte, die natürlichen und kulturellen Entwicklungsetappen der Menschheit zu rekonstruieren. Dazu wurden außereuropäische Völker mit europäischen Kulturen verglichen, wobei die europäische Hochkultur als Endreferenz galt. In einer zeitgeistigen Stimmung von nationalstaatlichen und imperialistischen Ideologien unterstützte das evolutionistische Gedankengut die identitätsstiftende Gegenüberstellung zwischen „Wir“ (z. B. „wir Deutschen“), kultivierten Menschen, und den Fremden, die „Primitiven“, die noch zur Natur gezählt wurden.
In dieser Zeit entstand 1862 die Königlich Ethnographische Sammlung in München als erstes Museum dieser Art. 1873 wurde das Ethnologische Museum Berlin gegründet. Dessen Wurzeln reichen jedoch bis in das 17. Jahrhundert zurück, da es auf die ethnografischen Objekte aus der Kunstkammer des brandenburgisch-preußischen Großen Kurfürsten zurückgreifen konnte. Über die Holländischen Ostindien-Compagnie wurden ab 1671 Waffen, Geräte und Kleidungsstücke aus Ceylon, den Molukken und Japan, chinesisches Porzellan, Manuskripte aus Indien und Objekte aus Afrika nach Berlin gebracht.
Es folgten die Eröffnung der Museen für Völkerkunde in Leipzig (1874), Dresden (1876), Hamburg (1879), Frankfurt am Main (1904) und des Rautenstrauch-Joest-Museums in Köln (1906).
Damit eng verbunden und oft wesentlicher Bestandteil für die Entstehung ethnologischer Museen ist der Kolonialismus. Für die Entfaltung von eigenständigen völkerkundlichen Museen stellte die koloniale Expansion einen wesentlichen Katalysator dar. In dieser Zeit setzte auch die Ansicht durch, dass ethnologische Erkenntnisse besonderer Ausstellungsmethoden bedürften. Dies führte beispielsweise zu ersten „Zoologischen Präsentationen“ in Museen, aber auch zu den „Völkerschauen“.
Während anfangs die feudalen Herrscher die Sammlungen stifteten, entsprangen die Museen später meist der Initiative von sogenannten „Gesellschaften“ mit völkerkundlichem Interesse oder mit den Sammlungen einzelner Kolonial-Unternehmer.

### Nach 1945
Das koloniale Erbe wurde in den ethnologischen Museen vielerorts unkritisch weiter präsentiert. Neue Sammlungen kamen jedoch nur noch selten dazu. Die beiden großen Wirkungsbereiche der Ethnologie – akademische Forschung und Ausstellung im Museum – entwickelten sich unterschiedlich schnell. Noch 2015 suchte das Museum am Rothenbaum (damals noch Hamburger Museum für Völkerkunde) in einer Stellenausschreibung nach einem „Völkerkundler“. Michael Kraus wies darauf hin, dass zu diesem Zeitpunkt an keiner deutschsprachigen Universität noch „Völkerkundler“ ausgebildet wurden. Dies sei nur eines der Indizien dafür, dass die Entwicklungen der universitären Ethnologie in den Museen noch nicht angekommen seien. Der südafrikanische Historiker und Museumstheoretiker Ciraj Rassool meinte hierzu: „Deutschland erscheint mir als eine schwierige Mischung aus veralteten Debatten und neuen Möglichkeiten“. Er bezog sich auf die Tatsache, dass viele internationale ethnologische und allgemein museologische Entwicklungen an deutschen ethnologischen Museen vorbeigegangen sind. Dies machte Rassool besonders an den Dauerausstellungen oder bei Stellenbesetzungen fest. Er wies jedoch auch auf Veränderungen hin, die etwa im Zuge der Diskussionen um das Humboldt Forum verhandelt wurden.
Die verschiedenen Formen der Kritik führten in der Folge zu einer Veränderung der Museums- und Ausstellungskonzepte. Ausstellungsthemen und Objekte werden heute oft kontextualisiert, in ihre regionalen und globalen Bezüge gestellt und existenzielle sowie anthropologische Aspekte in den Vordergrund gerückt. Zudem benannten sich ab den 2010er Jahren im deutschsprachigen Raum einige Museen um, wie das Museum der Weltkulturen in Frankfurt am Main im Jahr 2010, das Weltmuseum in Wien im Jahr 2013 oder das Museum Fünf Kontinente in München im Jahr 2014, die früher Völkerkundemuseum oder Ethnologisches Museum hießen. Außerdem wenden zahlreiche Museen in Europa die international anerkannten Richtlinien für Museumsarbeit des International Council of Museums (ICOM) an. Insbesondere die Ethischen Richtlinien für Museen von ICOM sehen beispielsweise gemeinsame Provenienzforschung und die Beteiligung von Vertretern der Herkunftsgesellschaften der Objekte vor.